# Glaphyromorphus fuscicaudis
Glaphyromorphus fuscicaudis är en ödleart som beskrevs av  Allen E. Greer 1979. Glaphyromorphus fuscicaudis ingår i släktet Glaphyromorphus och familjen skinkar. Inga underarter finns listade i Catalogue of Life.